# Yami no matsuei: Ostatni synowie ciemności
Yami no matsuei: Ostatni synowie ciemności (jap. 闇の末裔 Yami no matsuei) – shōjo-manga autorstwa Yōko Matsushity, wydawana od 1995 roku. Manga opowiada o przygodach dwóch shinigami: Asato Tsuzukiego i Hisoki Kurosakiego. Regionem ich działań jest wyspa Kiusiu, gdzie pilnują, aby każda osoba zmarła w odpowiednim dla niej czasie.
Na podstawie mangi powstało anime, wyprodukowane przez J.C.Staff. 
Licencję na wydanie tytułu w Polsce zakupiło wydawnictwo Waneko, które wydaje go od 2006 roku. 

## Bohaterowie
- Asato Tsuzuki (jap. 都筑 麻斗 Tsuzuki Asato)

Seiyū: Shin’ichirō Miki 
- Hisoka Kurosaki (jap. 黒崎 密 Kurosaki Hisoka)

Seiyū: Mayumi Asano 
- Sei’ichirō Tatsumi (jap. 巽 征一郎 Tatsumi Sei’ichirō)

Seiyū: Toshiyuki Morikawa 
- Yutaka Watari (jap. 亘理 温 Watari Yutaka)

Seiyū: Toshihiko Seki 
- Wakaba Kan’nuki (jap. 閂 若葉 Kan’nuki Wakaba)

Seiyū: Yuri Shiratori 
- Konoe (jap. 近衛)

Seiyū: Tomomichi Nishimura 
- Kazutaka Muraki (jap. 邑輝 一貴 Muraki Kazutaka)

Seiyū: Sei Ōhama 
- Oriya Mibu (jap. 壬生織也 Mibu Oriya)

Seiyū: Kazuhiko Inoue 

## Manga
Kolejne rozdziały mangi ukazywały się pierwotnie w magazynie „Hana to Yume” wydawnictwa Hakusensha w latach 1994-2002.
Hakusensha wydała 12. tom mangi 19 stycznia 2010. Tom ten zawiera sześć rozdziałów które ukazały się w „Hana to Yume” w latach 2000-2001, które zostały poprawione i ulepszone. Yōko Matsushita jeszcze nie ogłosiła, czy zamierza wznowić wydawanie mangi.
1 sierpnia 2011 roku za pośrednictwem czasopisma „The Hana to Yume” ogłoszono, że od kolejnego numeru czasopisma zaczną ukazywać się nowe rozdziały serii po ośmiu latach przerwy. Jednocześnie w tym numerze ukazał się także dodatkowy rozdział związany z mangą, który jednakże nie stanowi części głównej osi fabularnej. Poprzedni tego typu rozdział dodatkowy ukazał się w magazynie „Hana to Yume” w 2006 roku.
20 lipca 2017 roku wydano 13 tom mangi, zawierający 13 rozdziałów wydanych wcześniej w magazynie „The Hana to Yume” w latach 2011-2015, oraz rozdział dodatkowy opublikowany wcześniej w tym samym magazynie 1 października 2004 roku.
| Nr | Język japoński       | Język japoński         | Język polski     | Język polski           |
| Nr | Data wydania         | ISBN                   | Data wydania     | ISBN                   |
| -- | -------------------- | ---------------------- | ---------------- | ---------------------- |
| 1  | 19 września 1997     | ISBN 4-592-12446-4     | 1 września 2006  | ISBN 978-83-89893-61-1 |
| 2  | 12 grudnia 1997      | ISBN 4-592-17402-X     | 1 listopada 2006 | ISBN 978-83-89893-62-8 |
| 3  | 19 marca 1998        | ISBN 4-592-17403-8     | 1 marca 2007     | ISBN 978-83-89893-63-5 |
| 4  | 17 lipca 1998        | ISBN 4-592-17404-6     | 1 czerwca 2007   | ISBN 978-83-89893-64-2 |
| 5  | 19 października 1998 | ISBN 4-592-17405-4     | 1 września 2007  | ISBN 978-83-89893-65-9 |
| 6  | 19 lutego 1999       | ISBN 4-592-17406-2     | 1 stycznia 2008  | ISBN 978-83-89893-66-6 |
| 7  | 19 maja 1999         | ISBN 4-592-17407-0     | 1 kwietnia 2008  | ISBN 978-83-89893-67-3 |
| 8  | 14 grudnia 1999      | ISBN 4-592-17408-9     | 1 września 2008  | ISBN 978-83-89893-68-0 |
| 9  | 19 lipca 2000        | ISBN 4-592-17409-7     | 1 grudnia 2008   | ISBN 978-83-89893-69-7 |
| 10 | 14 grudnia 2000      | ISBN 4-592-17410-0     | 1 maja 2009      | ISBN 978-83-89893-70-3 |
| 11 | 14 grudnia 2001      | ISBN 4-592-17411-9     | 1 lipca 2010     | ISBN 978-83-89893-71-0 |
| 12 | 19 stycznia 2010     | ISBN 978-4-592-17416-5 | 28 lutego 2012   | ISBN 978-83-62866-98-4 |
| 13 | 20 lipca 2017        | ISBN 978-4-592-19417-0 | 28 lutego 2018   | ISBN 978-83-89893-61-1 |

## Anime
Anime na podstawie mangi zostało wyprodukowane przez studio J.C.Staff i wyemitowane od października do grudnia 2000. Seria składa się z 13 odcinków i była emitowana na kanale Wowow. Reżyserem serii został Hiroko Tokita, kompozycją serii zajął się Masaharu Amiya, a za muzykę odpowiada Tsuneyoshi Saito.

### Ścieżka dźwiękowa
| Nr             | Tytuł     | Twórcy                           | Źródło   |
| Czołówka       | Czołówka  | Czołówka                         | Czołówka |
| -------------- | --------- | -------------------------------- | -------- |
| 1 – 13         | „EDEN”    | Dai, To Destination              | [ 1 ]    |
| Napisy końcowe |           |                                  |          |
| 1 – 13         | „LOVE ME” | Joe Alcohol, The Hong Kong Knife | [ 1 ]    |